# Papa Urbano V
Urbano V, nato Guillaume de Grimoard (Le Pont-de-Montvert, 1310 – Avignone, 19 dicembre 1370), è stato il 200º papa della Chiesa cattolica dal 1362 alla morte; nel 1870 papa Pio IX lo proclamò beato. Apparteneva all'ordine benedettino.

## Biografia

### Monaco e abate
Nacque nel 1310, figlio di Guglielmo de Grimoard, signore di Bellegarde e di Amphélise (o Elisa) de Montferrand.
Fu monaco benedettino in giovanissima età, quindi teologo insigne e dottore in diritto canonico; insegnò successivamente a Montpellier e ad Avignone. Fu insignito del titolo di abate di Saint-Victor a Marsiglia. Si distinse in varie missioni diplomatiche come inviato della curia avignonese in Italia nel decennio 1352-1362. Pur non essendo cardinale venne eletto papa il 28 settembre 1362, succedendo a Innocenzo VI.

### Il pontificato
Severo e ligio alla disciplina, pose freno alla pompa e al lusso dei cardinali, introdusse notevoli riforme nell'amministrazione della giustizia e fu un patrono liberale degli studi. Nel 1363 proclamò una crociata che sfociò nella spedizione di Pietro di Lusignano, Re di Cipro, che prese Alessandria d'Egitto (11 ottobre 1365), ma dovette abbandonarla poco dopo.

### La decisione di ritornare in Italia
Segno distintivo del pontificato di Urbano V fu lo sforzo di riportare la Santa Sede in Italia e sopprimere i potenti rivali alla sovranità temporale che vi si trovavano. Deciso a sottrarre la Santa Sede alle ingerenze del re di Francia, aspettò che il cardinale Egidio Albornoz riuscisse a completare il recupero dei possedimenti dello Stato della Chiesa.
Anche se l'Albornoz aveva fatto un buon lavoro nel Centro Italia, in Toscana e nelle terre dell'ex Esarcato, altrove la situazione era più difficile e complessa. Nonostante fosse riuscito a farsi molti alleati (Este, Gonzaga, ecc.), Urbano trovava un ostacolo nei Visconti, che spadroneggiavano a Milano e imperversavano nel Modenese, nel Bresciano e nel Bolognese. Essi, inoltre, rappresentando l'ultimo baluardo ghibellino in Italia, non riconoscevano la sovranità temporale del papa e, armi in mano, avevano incamerato i beni ecclesiastici di cui erano venuti in possesso.
Già il predecessore Innocenzo VI aveva fatto dei tentativi di conciliazione, e uno dei due ambasciatori inviati dal pontefice a Bernabò Visconti a Milano era proprio Guglielmo de Grimoard, latore di due lettere pontificie. Guglielmo e il suo compagno incontrarono il potente signore milanese sul fiume Lambro; quando terminarono la lettura delle lettere, questi, in modo sprezzante, chiese loro se volessero mangiare e, alla risposta affermativa, fece loro mangiare le due lettere papali. Sarebbe bastato questo episodio per giustificare e spiegare i sentimenti poco favorevoli che Urbano V nutriva per Bernabò.
Lo stesso mese della sua consacrazione, Urbano V citò il Visconti a comparirgli davanti entro tre mesi e, poiché il signore di Milano non ubbidì all'intimazione, il 3 marzo 1363 emise la scomunica contro di lui.
Il Visconti non temeva la scomunica, fra l'altro da un papa che non riconosceva; quindi per altri tre anni mise a soqquadro città lombarde, piemontesi, liguri e di altre regioni, senza che l'Albornoz e i suoi alleati potessero fermarlo. L'anno seguente papa Urbano fu costretto a firmare una pace umiliante ritirando la scomunica e facendo molte concessioni al suo avversario.
Si era così giunti al 1366, cioè al quarto anno di pontificato di Urbano V, senza che si aprisse uno spiraglio per il suo ritorno a Roma come lui desiderava fin dal primo giorno. Ma Urbano aveva deciso e aveva perfino dato ordine al suo vicario a Roma di allestirgli l'appartamento nel palazzo pontificio. La voce non si era sparsa solo a Roma: buona parte dell'Italia esultò nell'apprendere la notizia che aspettava da 60 anni. 23 galee inviate dalla regina Giovanna di Napoli, dai Veneziani, dai Genovesi, dai Pisani e dagli Anconitani raggiunsero Marsiglia per far la scorta al Papa nel suo rientro a Roma.

### Il ritorno a Roma
Il 30 aprile 1367 Urbano prese la via di Marsiglia e qui tra le tante navi delle città marinare andate ad incontrarlo, c'era una galea di Ancona e proprio su questa il pontefice si imbarcò per intraprendere il suo viaggio approdando il 3 giugno, con tutto il suo seguito (solo tre cardinali francesi si rifiutarono di accompagnarlo) a Corneto, sulla costa dell'Alto Lazio.
Ad attenderlo c'erano l'Albornoz, tutti i Grandi dello Stato Pontificio e una moltitudine di popolo, che da giorni aveva dormito in spiaggia per non perdersi lo storico avvenimento. Appena giunto a terra Urbano celebrò la Messa; l'indomani, giorno della Pentecoste, ne celebrò un'altra, ricevendo tutti i rappresentanti della città di Roma, poi si diresse a Viterbo, dove avrebbe dovuto fare solo una breve sosta prima di raggiungere la città eterna.
A Viterbo però il cardinale Albornoz, braccio destro di Urbano in Italia, cessò di vivere, forse colpito dalla peste o da una febbre malarica. Dopo quattordici anni passati in Italia con lo scopo di rimettere un papa sulla cattedra di San Pietro, non riuscì a vedere il compimento della sua opera. Così, solo il 16 ottobre 1367 Urbano si decise ad abbandonare Viterbo per fare il suo trionfale ingresso a Roma.

#### Governo dell'Urbe
Il primo anno romano di Urbano fu molto attivo: s'impegnò a ridare vita a una città da anni in decadenza; le costruzioni di inizio secolo erano come antichi ruderi romani, quelle nuove devastate o svuotate dai saccheggiatori; le strade, senza manutenzione da anni, erano diventate degli acquitrini. Urbano sapeva che Roma era una città in decadenza, ma quando la vide di persona si rese conto che era una città in disfacimento e vederla faceva tristezza.
Fu infaticabile nel ricostruire chiese e basiliche, forse fu anche troppo zelante nel riformare il governo mettendo al posto dei sette eletti dal popolo tre funzionari della Santa Sede ed eliminando così quella democrazia che il popolo era convinto di aver ottenuto. Iniziarono in questo modo i primi malcontenti. I cardinali francesi, che Urbano si era portati dietro, non si erano adattati all'ambiente e si lamentavano delle offese che ricevevano dai romani, che ricambiavano l'antipatia.

#### Relazioni con i monarchi cristiani
Nella primavera del 1368 scese a Roma l'imperatore Carlo IV, per ossequiarlo (vi era stato incoronato nel 1355). Anche il Papa, che, perso il valido Albornoz, credeva di poter contare su un aiuto militare del tedesco in quelle contrade ancora in fermento, fu giocato. L'imperatore risalì in fretta e furia la penisola lasciando al loro destino gli Stati della Chiesa e lo stesso Urbano.
All'inizio dell'anno seguente salì a Roma l'imperatore d'Oriente Giovanni V Paleologo a rendere omaggio a Urbano e ad abiurare lo scisma, ma il vero scopo della visita era quello di implorare un aiuto per il suo impero pericolante, ormai quasi tutto in mano ai Turchi, bandendo una crociata. Il Pontefice fece un appello, ma nessuno si mosse, salvo Amedeo VI di Savoia che però arrivò solo fino a Gallipoli con la crociata sabauda.
In Italia tutti gli Stati erano impegnati a difendersi dalle scorrerie delle compagnie di ventura, che con la massima indifferenza passavano al soldo ora di uno ora dell'altro potente signore per dedicarsi a scorrerie, guerriglie e assalti. In Francia era cominciata la guerra dei cent'anni con l'Inghilterra. E la Germania era in mano a Carlo IV e ai suoi principi.

### L'abbandono dell'Italia
La presa in giro di Carlo IV, la mancanza di un valido condottiero come l'Albornoz, la situazione critica negli Stati della Chiesa, quella sempre più caotica di Roma, dove anche Urbano V era malvisto (per colpa dei francesi), riempirono di amarezza il Pontefice che era sceso a Roma con tanto entusiasmo. Quando poi la stessa Viterbo, Perugia, Todi e altre città tornarono alle vecchie rivolte e il Visconti riprese a minacciare le terre pontificie, Urbano lasciò Roma per Montefiascone e manifestò l'intenzione di tornare ad Avignone. I cardinali francesi, zelanti nell'incitarlo, si adoperarono per tramutare l'intenzione in una vera e propria volontà di abbandonare Roma.
Molti supplicarono il Papa di riconsiderare la sua decisione: il Petrarca gli scrisse per persuaderlo a rimanere in Italia; una pia principessa svedese, che da vent'anni soggiornava a Roma, Santa Brigida, si recò personalmente a Montefiascone per manifestare al Papa una rivelazione avuta dalla Vergine, secondo la quale gravi disgrazie lo attendevano se fosse tornato nel luogo dov'era stato eletto; i romani gli inviarono un'ambasceria per supplicarlo a rimanere.
Ma Urbano non si lasciò smuovere dalla decisione presa e il 5 settembre 1370, in quello stesso porto di Corneto dov'era approdato tre anni prima, s'imbarcò con tutta la sua corte sulle navi inviategli dai re di Francia e d'Aragona, dalla regina di Napoli e da Pisa. Il 16 dello stesso mese sbarcò a Marsiglia, il 24 fece il suo solenne ingresso in Avignone. Ma nemmeno due mesi dopo si ammalò gravemente e il 19 dicembre dello stesso anno morì.

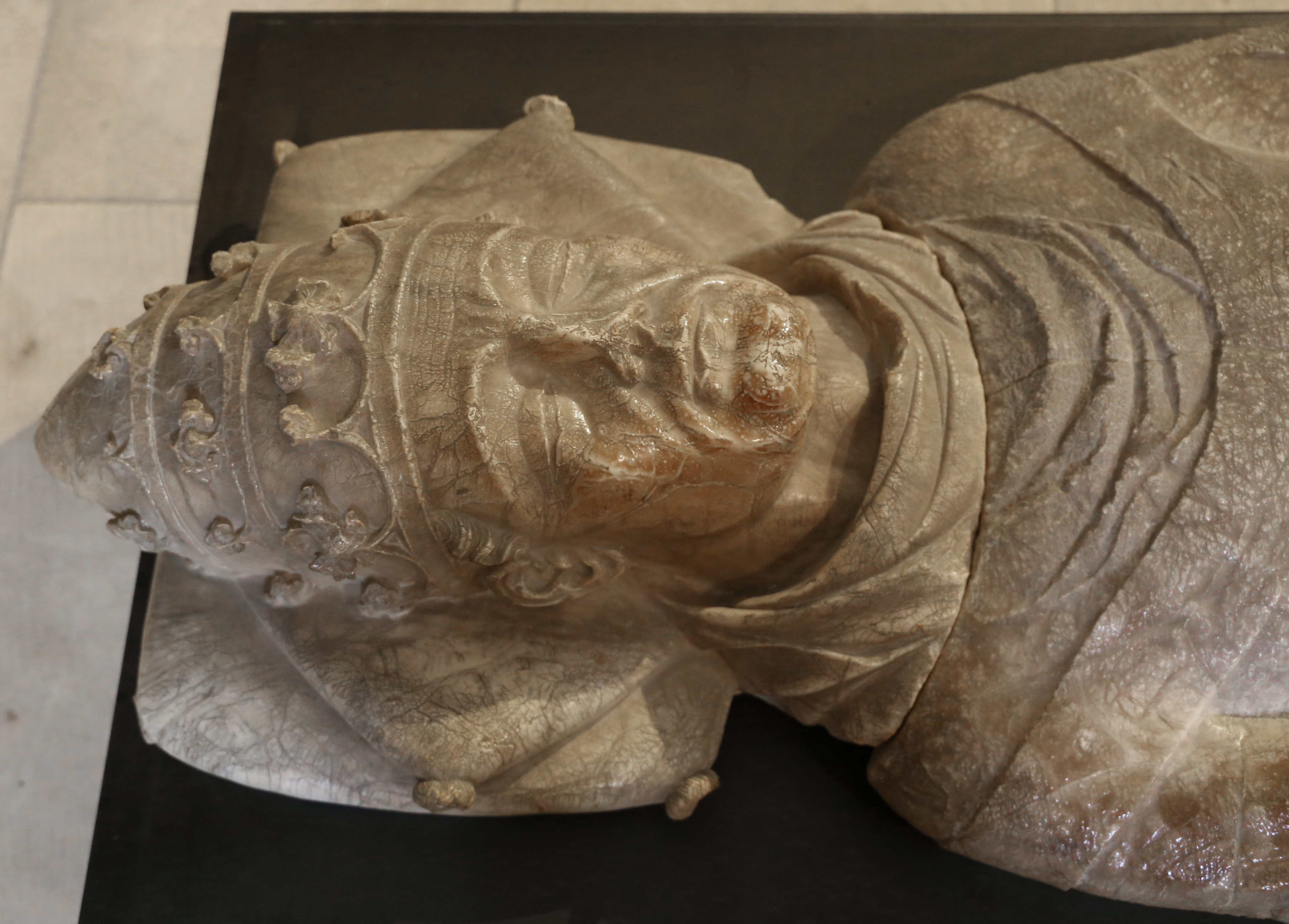
Testa e torso del gisant di Urbano V, da san Marziale ad Avignone, 1370 ca.

Vestito del suo saio monastico, venne inumato nella cattedrale di Avignone, dalla quale fu poi traslato per essere sepolto nel monastero marsigliese di cui era stato abate.
Nel 1870 papa Pio IX lo proclamò beato.

### Concistori per la creazione di nuovi cardinali
Papa Urbano V durante il suo pontificato ha creato 14 cardinali nel corso di 4 distinti concistori.

## Genealogia episcopale e successione apostolica
La genealogia episcopale è:
- Cardinale Andouin Aubert
- Papa Urbano V

La successione apostolica è:
- Vescovo Alexander Bur (1362)
- Cardinale Angelic de Grimoard de Grisac, C.R.S.A. (1363)
- Vescovo Thomas Appleby (1363)
- Vescovo Hugues Faydit (1364)
- Vescovo Florian z Mokrski (1367)
- Cardinale Guglielmo d'Aigrefeuille il Vecchio, O.S.B. (1368)
- Vescovo Mikołaj Łodzia z Kórnika (1375)